# WTA 250
WTA 250 je tenisová kategorie ženského profesionálního okruhu WTA Tour hraná od sezóny 2021, která nahradila nejníže postavenou kategorii International, existující v letech 2009–2020. Ta navázala na předcházející kategorie Tier III a IV. Vítězky dvouhry a čtyřhry do žebříčku WTA získávají 280 bodů. Přibližný rozpočet turnajů činí 250 tisíc dolarů. Změny vedly ke sjednocení s názvy kategorií mužského okruhu ATP Tour, kde odpovídající úroveň představuje ATP Tour 250.
V rámci ženského profesionálního okruhu je WTA 250 začleněna do systému kategorií rozdělených podle výše přidělovaných bodů, dotací a finančních odměn hráčkám. V nejvyšší kategorii Grand Slamu šampionky získávají 2 000 bodů, na Turnaji mistryň se může jednat až o 1 500 bodů, ve třetí nejvyšší úrovni WTA 1000 si vítězky připisují tisíc či 900 bodů a ve čtvrté etáži WTA 500 pak 470 bodů. Ohodnocení se tak mírně liší od mužské túry ATP.
Historicky prvním turnajem z kategorie WTA 250 se stal úvodní ročník dodatečně zařazeného Phillip Island Trophy v Melbourne Parku kvůli koronavirové pandemii, konaný během druhého týdne Australian Open v únoru 2021. Vítězkou se stala Ruska Darja Kasatkinová, která ve finále přehrála Češku Marii Bouzkovou.

## Turnajová listina
| Turnaje kategorie WTA 250 | Turnaje kategorie WTA 250                       | Turnaje kategorie WTA 250 | Turnaje kategorie WTA 250 | Turnaje kategorie WTA 250 | Turnaje kategorie WTA 250                |
| Turnaj                    | komerční název                                  | město                     | stát                      | povrch                    | dějiště                                  |
| ------------------------- | ----------------------------------------------- | ------------------------- | ------------------------- | ------------------------- | ---------------------------------------- |
| Auckland                  | ASB Classic                                     | Auckland                  | Nový Zéland               | tvrdý                     | ASB Tennis Centre                        |
| Hobart                    | Hobart International                            | Hobart                    | Austrálie                 | tvrdý                     | Hobart International Tennis Centre       |
| Chua Chin                 | Thailand Open                                   | Hua Hin                   | Thajsko                   | tvrdý                     | True Arena Hua Hin                       |
| Austin                    | ATX Open                                        | Austin                    | Spojené státy             | tvrdý                     | Westwood Country Club                    |
| Bogotá                    | Copa Colsanitas                                 | Bogota                    | Kolumbie                  | antuka                    | Centro de Alto Rendimiento               |
| Rabat                     | Grand Prix De SAR La Princesse Lalla Meryem     | Rabat                     | Maroko                    | antuka                    | Club des Cheminots                       |
| 's-Hertogenbosch          | Libéma Open                                     | 's-Hertogenbosch          | Nizozemsko                | tráva                     | Autotron Rosmalen                        |
| Nottingham                | Rothesay Open                                   | Nottingham                | Velká Británie            | tráva                     | Nottingham Tennis Centre                 |
| Birmingham                | Rothesay Classic                                | Birmingham                | Spojené království        | tráva                     | Edgbaston Priory Club                    |
| Budapešť                  | Hungarian Ladies Open                           | Budapešť                  | Maďarsko                  | antuka                    | Europe Tennis Center                     |
| Palermo                   | 34 Palermo Ladies Open                          | Palermo                   | Itálie                    | antuka                    | Country Time Club                        |
| Hamburk                   | Hamburg European Open                           | Hamburk                   | Německo                   | antuka                    | Am Rothenbaum                            |
| Praha                     | Livesport Prague Open                           | Praha                     | Česko                     | tvrdý                     | TK Sparta Praha                          |
| Cleveland                 | Tennis in the Land                              | Cleveland                 | Spojené státy             | tvrdý                     | Jacobs Pavilion v oblasti The Flats      |
| Monastir                  | Jasmin Open Monastir                            | Monastir                  | Tunisko                   | tvrdý                     | Skanes Family Hotel Monastir             |
| Chua Chin II              | Thailand Open II                                | Hua Hin                   | Thajsko                   | tvrdý                     | True Arena Hua Hin                       |
| Ósaka                     | Kinoshita Group Japan Open Tennis Championships | Hirošima                  | Japonsko                  | tvrdý                     | Regional Park Tennis Stadium             |
| Kanton                    | Galaxy Holding Group Guangzhou Open             | Kanton                    | Čína                      | tvrdý                     | Mezinárodní tenisové centrum             |
| Nan-čchang                | Jiangxi Open                                    | Nan-čchang                | Čína                      | tvrdý                     | Mezinárodní sportovní centrum Nan-čchang |
| Mérida                    | Mérida Open Akron                               | Mérida                    | Mexiko                    | tvrdý                     | Yucatán Country Club                     |
| Hongkong                  | Prudential Hong Kong Tennis Open                | Hongkong                  | Čína                      | tvrdý                     | Victoria Park                            |

## Vyřazené turnaje
| Vyřazené turnaje kategorie WTA 250 | Vyřazené turnaje kategorie WTA 250           | Vyřazené turnaje kategorie WTA 250 | Vyřazené turnaje kategorie WTA 250 | Vyřazené turnaje kategorie WTA 250 | Vyřazené turnaje kategorie WTA 250    | Vyřazené turnaje kategorie WTA 250 | Vyřazené turnaje kategorie WTA 250                                                                |
| Turnaj                             | komerční název                               | město                              | stát                               | povrch                             | tenisový areál                        | období                             | důvod                                                                                             |
| ---------------------------------- | -------------------------------------------- | ---------------------------------- | ---------------------------------- | ---------------------------------- | ------------------------------------- | ---------------------------------- | ------------------------------------------------------------------------------------------------- |
| Šen-čen                            | Shenzhen Open                                | Šen-čen                            | Čína                               | tvrdý                              | Shenzhen Longgang Tennis Center       | —                                  | zrušeno kvůli pandemii koronaviru                                                                 |
| Kolín nad Rýnem                    | Cologne Open                                 | Kolín nad Rýnem                    | Německo                            | antuka                             | Schwarz-Weiß Köln                     | —                                  | zrušeno z organizačních důvodů                                                                    |
| Melbourne                          | Phillip Island Trophy                        | Melbourne                          | Austrálie                          | tvrdý                              | Melbourne Park                        | 2021                               | zrušeno                                                                                           |
| Charleston                         | MUSC Health Women's Open                     | Charleston                         | Spojené státy                      | antuka (zelená)                    | Family Circle Tennis Center           | 2021                               | zrušeno                                                                                           |
| Bělehrad                           | Serbia Ladies Open                           | Bělehrad                           | Srbsko                             | antuka                             | Novakovo tenisové centrum             | 2021                               | zrušeno                                                                                           |
| Kluž                               | Winners Open                                 | Kluž                               | Rumunsko                           | antuka                             | Winners Sports Club                   | 2021                               | zrušeno                                                                                           |
| Chicago                            | Chicago Women's Open                         | Chicago                            | Spojené státy                      | tvrdý                              | XS Tennis and Education Foundation    | 2021                               | zrušeno                                                                                           |
| Lucemburk                          | BGL BNP PARIBAS Luxembourg Open              | Lucemburk                          | Lucembursko                        | tvrdý (h)                          | CK Sport Center, Kockelscheuer        | 2021                               | zrušeno                                                                                           |
| Astana                             | Astana Open                                  | Astana                             | Kazachstán                         | tvrdý (h)                          | Národní tenisové centrum              | 2021                               | zrušeno                                                                                           |
| Tenerife                           | Tenerife Ladies Open                         | Tenerife                           | Španělsko                          | tvrdý                              | Abama Tennis Academy                  | 2021                               | zrušeno                                                                                           |
| Courmayeur                         | Courmayeur Ladies Open                       | Courmayeur                         | Itálie                             | tvrdý (h)                          | Courmayeurské sportovní centrum       | 2021                               | zrušeno                                                                                           |
| Melbourne I                        | Melbourne Summer Set I                       | Melbourne                          | Austrálie                          | tvrdý                              | Melbourne Park                        | 2022                               | zrušeno                                                                                           |
| Melbourne II                       | Melbourne Summer Set II                      | Melbourne                          | Austrálie                          | tvrdý                              | Melbourne Park                        | 2022                               | zrušeno                                                                                           |
| Adelaide II                        | Adelaide International II                    | Adelaide                           | Austrálie                          | tvrdý                              | Memorial Drive Tennis Centre          | 2022                               | přesunuto do kategorie WTA 500                                                                    |
| Guadalajara                        | Abierto Akron Zapopan                        | Guadalajara                        | Mexiko                             | tvrdý                              | Panamerické tenisové centrum          | 2021–2022                          | zrušeno                                                                                           |
| Istanbul                           | TEB BNP Paribas Tennis Championship Istanbul | Istanbul                           | Turecko                            | tvrdý                              | Koza World of Sport                   | 2021–2022                          | zrušeno po zemětřesení v Turecku a Sýrii                                                          |
| Washington, D.C.                   | Citi Open                                    | Washington, D.C.                   | Spojené státy                      | tvrdý                              | William H.G. FitzGerald Tennis Center | 2022                               | sloučení se Silicon Valley Classic za vzniku společného Mubadala Citi DC Open v kategorii WTA 500 |
| Granby                             | Championnats Banque Nationale de Granby      | Granby                             | Kanada                             | tvrdý                              | Club de tennis des Loisirs de Granby  | 2022                               | zrušeno pro termínovou kolizi s kvalifikací US Open                                               |
| Portorož                           | Zavarovalnica Sava Portorož                  | Portorož                           | Slovinsko                          | tvrdý                              | Tennis Club Portorož                  | 2021–2022                          | zrušeno kvůli návratu turnajů do Číny                                                             |
| Chennai                            | Chennai Open                                 | Čennaí                             | Indie                              | tvrdý                              | SDAT Tennis Stadium, Nungambakkam     | 2022                               | zrušeno kvůli návratu turnajů do Číny                                                             |
| Parma                              | Parma Ladies Open                            | Parma                              | Itálie                             | antuka                             | Tennis Club President                 | 2021–2022                          | zrušeno kvůli návratu turnajů do Číny                                                             |
| Tallinn                            | Tallinn Open                                 | Tallinn                            | Estonsko                           | tvrdý (h)                          | Forus Spordikeskus                    | 2022                               | zrušeno pro nedostatek finanční podpory od státu a sponzorů                                       |
| Lyon                               | Open 6eSens – Métropole de Lyon              | Lyon                               | Francie                            | tvrdý (h)                          | hala Tonyho Garniera                  | 2021–2023                          | zrušeno                                                                                           |
| Linec                              | Upper Austria Ladies Linz                    | Linec                              | Rakousko                           | tvrdý (h)                          | TipsArena Linz                        | 2021, 2023                         | přesunuto do kategorie WTA 500                                                                    |
| Monterrey                          | Abierto GNP Seguros                          | Monterrey                          | Mexiko                             | tvrdý                              | Club Sonoma                           | 2021–2023                          | přesunuto do kategorie WTA 500                                                                    |
| Štrasburk                          | Internationaux de Strasbourg                 | Štrasburk                          | Francie                            | antuka                             | Strasbourg Tennis Club                | 2021–2023                          | přesunuto do kategorie WTA 500                                                                    |
| Varšava                            | BNP Paribas Poland Open                      | Varšava                            | Polsko                             | antuka                             | Legia Tenis & Golf                    | 2021–2023                          | zrušeno                                                                                           |
| Lausanne                           | Ladies Open Lausanne                         | Lausanne                           | Švýcarsko                          | antuka                             | Tennis Club du Stade-Lausanne         | 2021–2023                          | zrušeno                                                                                           |
| Soul                               | Hana Bank Korea Open                         | Soul                               | Jižní Korea                        | tvrdý                              | Tenisové centrum Olympijského parku   | 2021–2023                          | přesunuto do kategorie WTA 500                                                                    |
| Kluž                               | Transylvania Open                            | Kluž                               | Rumunsko                           | tvrdý (h)                          | BTarena                               | 2021–2023                          | zrušeno                                                                                           |
| Bad Homburg                        | Bad Homburg Open                             | Bad Homburg                        | Německo                            | tráva                              | TC Bad Homburg                        | 2021–2023                          | přesunuto do kategorie WTA 500                                                                    |
| Ning-po                            | Ningbo Open                                  | Ning-po                            | Čína                               | tvrdý                              | Tenisové centrum v Jin-čou            | 2023                               | přesunuto do kategorie WTA 500                                                                    |

## Rozpis bodů
Tabulka přidělovaných bodů hráčkám na turnajích v kategorii WTA 250 od sezóny 2024.
| WTA 250 (32D, 24/16Q) | 250 | 163 | 98 | 54 | 30 | 1 | 18 | 12 | 1 |
| WTA 250 (16Č) | 250 | 163 | 98 | 54 | 1  | — | —  | —  | — |
| QV – vítězka kvalifikace, Q1–2 – 1. až 2. kolo kvalifikace, (xS/Q/D) – „x“ počet hráček v soutěži dvouhry/kvalifikace/čtyřhry |     |     |    |    |    |   |    |    |   |

Tabulka přidělovaných bodů hráčkám na turnajích v kategorii WTA 250 v letech 2021–2023.
| WTA 250 (32S, 32Q) | 280 | 180 | 110 | 60 | 30 | 1 | 18 | 14 | 10 | 1 |
| WTA 250 (32S, 24/16Q) | 280 | 180 | 110 | 60 | 30 | 1 | 18 | —  | 12 | 1 |
| WTA 250 (28D) | 280 | 180 | 110 | 60 | 30 | 1 | —  | —  | —  | — |
| WTA 250 (16D) | 280 | 180 | 110 | 60 | 1  | — | —  | —  | —  | — |
| QV – vítězka kvalifikace, Q1–3 – 1. až 3. kolo kvalifikace, (xS/Q/D) – „x“ počet hráček v soutěži dvouhry/kvalifikace/čtyřhry |     |     |     |    |    |   |    |    |    |   |

## Přehled vítězek

### 2021
| Turnaj           | Vítězky                                   | Finalistky                                        | Výsledek                       |
| ---------------- | ----------------------------------------- | ------------------------------------------------- | ------------------------------ |
| WTA 250          |                                           |                                                   |                                |
| Šen-čen          | zrušeno pro pandemii covidu-19            | zrušeno pro pandemii covidu-19                    | zrušeno pro pandemii covidu-19 |
| Auckland         | zrušeno pro pandemii covidu-19            | zrušeno pro pandemii covidu-19                    | zrušeno pro pandemii covidu-19 |
| Hobart           | zrušeno pro pandemii covidu-19            | zrušeno pro pandemii covidu-19                    | zrušeno pro pandemii covidu-19 |
| Hua Hin          | zrušeno pro pandemii covidu-19            | zrušeno pro pandemii covidu-19                    | zrušeno pro pandemii covidu-19 |
| Acapulco         | zrušeno pro pandemii covidu-19            | zrušeno pro pandemii covidu-19                    | zrušeno pro pandemii covidu-19 |
| Melbourne        | Darja Kasatkinová                         | Marie Bouzková                                    | 4–6, 6–2, 6–2                  |
| Melbourne        | Ankita Rainová Kamilla Rachimovová        | Anna Blinkovová Anastasija Potapovová             | 2–6, 6–4, [10–7]               |
| Lyon             | Clara Tausonová                           | Viktorija Golubicová                              | 6–4, 6–1                       |
| Lyon             | Viktória Kužmová Arantxa Rusová           | Eugenie Bouchardová Olga Danilovićová             | 3–6, 7–5, [10–7]               |
| Guadalajara      | Sara Sorribesová Tormová                  | Eugenie Bouchardová                               | 6–2, 7–5                       |
| Guadalajara      | Ellen Perezová Astra Sharmaová            | Desirae Krawczyková Giuliana Olmosová             | 6–4, 6–4                       |
| Monterrey        | Leylah Fernandezová                       | Viktorija Golubicová                              | 6–1, 6–4                       |
| Monterrey        | Caroline Dolehideová Asia Muhammadová     | Heather Watsonová Čeng Saj-saj                    | 6–2, 6–3                       |
| Bogotá           | María Camila Osoriová Serranová           | Tamara Zidanšeková                                | 5–7, 6–3, 6–4                  |
| Bogotá           | Elixane Lechemiová Ingrid Neelová         | Mihaela Buzărnescuová Anna-Lena Friedsamová       | 6–3, 6–4                       |
| Charleston       | Astra Sharmaová                           | Ons Džabúrová                                     | 2–6, 7–5, 6–1                  |
| Charleston       | Hailey Baptisteová Caty McNallyová        | Ellen Perezová Storm Sandersová                   | 6–7(4–7), 6–4, [10–6]          |
| Istanbul         | Sorana Cîrsteaová                         | Elise Mertensová                                  | 6–1, 7–6(7–3)                  |
| Istanbul         | Veronika Kuděrmetovová Elise Mertensová   | Nao Hibinová Makoto Ninomijová                    | 6–1, 6–1                       |
| Parma            | Coco Gauffová                             | Wang Čchiang                                      | 6–1, 6–3                       |
| Parma            | Coco Gauffová Caty McNallyová             | Darija Juraková Andreja Klepačová                 | 6–3, 6–2                       |
| Bělehrad         | Paula Badosová                            | Ana Konjuhová                                     | 6–2, 2–0skreč                  |
| Bělehrad         | Aleksandra Krunićová Nina Stojanovićová   | Greet Minnenová Alison Van Uytvancková            | 6–0, 6–2                       |
| Štrasburk        | Barbora Krejčíková                        | Sorana Cîrsteaová                                 | 6–3, 6–3                       |
| Štrasburk        | Alexa Guarachiová Desirae Krawczyková     | Makoto Ninomijová Jang Čao-süan                   | 6–2, 6–3                       |
| An-ning          | zrušeno pro pandemii covidu-19            | zrušeno pro pandemii covidu-19                    | zrušeno pro pandemii covidu-19 |
| Rabat            | zrušeno pro pandemii covidu-19            | zrušeno pro pandemii covidu-19                    | zrušeno pro pandemii covidu-19 |
| Kolín nad Rýnem  | zrušeno pro pandemii covidu-19            | zrušeno pro pandemii covidu-19                    | zrušeno pro pandemii covidu-19 |
| 's-Hertogenbosch | zrušeno pro pandemii covidu-19            | zrušeno pro pandemii covidu-19                    | zrušeno pro pandemii covidu-19 |
| Nottingham       | Johanna Kontaová                          | Čang Šuaj                                         | 6–2, 6–1                       |
| Nottingham       | Ljudmyla Kičenoková Makoto Ninomijová     | Caroline Dolehideová Storm Sandersová             | 6–4, 6–7(3–7), [10–8]          |
| Birmingham       | Ons Džabúrová                             | Darja Kasatkinová                                 | 7–5, 6–4                       |
| Birmingham       | Marie Bouzková Lucie Hradecká             | Ons Džabúrová Ellen Perezová                      | 6–4, 2–6, [10–8]               |
| Bad Homburg      | Angelique Kerberová                       | Kateřina Siniaková                                | 6–3, 6–2                       |
| Bad Homburg      | Darija Juraková Andreja Klepačová         | Nadija Kičenoková Ioana Raluca Olaruová           | 6–3, 6–1                       |
| Hamburk          | Elena-Gabriela Ruseová                    | Andrea Petkovicová                                | 7–6(8–6), 6–4                  |
| Hamburk          | Jasmine Paoliniová Jil Teichmannová       | Astra Sharmaová Rosalie van der Hoeková           | 6–0, 6–4                       |
| Budapešť         | Julia Putincevová                         | Anhelina Kalininová                               | 6–4, 6–0                       |
| Budapešť         | Mihaela Buzărnescuová Fanny Stollárová    | Aliona Bolsovová Tamara Korpatschová              | 6–4, 6–4                       |
| Praha            | Barbora Krejčíková                        | Tereza Martincová                                 | 6–2, 6–0                       |
| Praha            | Marie Bouzková Lucie Hradecká             | Viktória Kužmová Nina Stojanovićová               | 7–6(7–3), 6–4                  |
| Lausanne         | Tamara Zidanšeková                        | Clara Burelová                                    | 4–6, 7–6(7–5), 6–1             |
| Lausanne         | Susan Bandecchiová Simona Waltertová      | Ulrikke Eikeriová Valentini Grammatikopoulou      | 6–3, 6–7(3–7), [10–5]          |
| Gdyně            | Maryna Zanevská                           | Kristína Kučová                                   | 6–4, 7–6(7–4)                  |
| Gdyně            | Anna Danilinová Lidzija Marozavová        | Kateryna Bondarenková Katarzyna Piterová          | 6–3, 6–2                       |
| Palermo          | Danielle Collinsová                       | Elena-Gabriela Ruseová                            | 6–4, 6–2                       |
| Palermo          | Erin Routliffeová Kimberley Zimmermannová | Natela Dzalamidzeová Kamilla Rachimovová          | 7–6(7–5), 4–6, [10–4]          |
| Kluž             | Andrea Petkovicová                        | Majar Šarífová                                    | 6–1, 6–1                       |
| Kluž             | Natela Dzalamidzeová Kaja Juvanová        | Katarzyna Piterová Majar Šarífová                 | 6–3, 6–4                       |
| Cleveland        | Anett Kontaveitová                        | Irina-Camelia Beguová \|                          | 7–6(7–5), 6–4                  |
| Cleveland        | Šúko Aojamová Ena Šibaharaová             | Christina McHaleová Sania Mirzaová                | 7–5, 6–3                       |
| Chicago          | Elina Svitolinová                         | Alizé Cornetová \|                                | 7–5, 6–4                       |
| Chicago          | Nadija Kičenoková Raluca Olaruová         | Ljudmyla Kičenoková Makoto Ninomijová             | 7–6(8–6), 5–7, [10–8]          |
| Lucemburk        | Clara Tausonová                           | Jeļena Ostapenková                                | 6–3, 4–6, 6–4                  |
| Lucemburk        | Greet Minnenová Alison Van Uytvancková    | Erin Routliffeová Kimberley Zimmermannová         | 6–3, 6–3                       |
| Portorož         | Jasmine Paoliniová                        | Alison Riskeová                                   | 7–6(7–4), 6–2                  |
| Portorož         | Anna Kalinská Tereza Mihalíková           | Aleksandra Krunićová Lesley Pattinama Kerkhoveová | 4–6, 6–2, [12–10]              |
| Hirošima         | zrušeno pro pandemii covidu-19            | zrušeno pro pandemii covidu-19                    | zrušeno pro pandemii covidu-19 |
| Kanton           | zrušeno pro pandemii covidu-19            | zrušeno pro pandemii covidu-19                    | zrušeno pro pandemii covidu-19 |
| Soul             | zrušeno pro pandemii covidu-19            | zrušeno pro pandemii covidu-19                    | zrušeno pro pandemii covidu-19 |
| Nur-Sultan       | Alison Van Uytvancková                    | Julia Putincevová                                 | 1–6, 6–4, 6–3                  |
| Nur-Sultan       | Anna-Lena Friedsamová Monica Niculescuová | Angelina Gabujevová Anastasija Zacharovová        | 6–2, 4–6, [10–5]               |
| Hongkong         | zrušeno pro pandemii covidu-19            | zrušeno pro pandemii covidu-19                    | zrušeno pro pandemii covidu-19 |
| Tchien-ťin       | zrušeno pro pandemii covidu-19            | zrušeno pro pandemii covidu-19                    | zrušeno pro pandemii covidu-19 |
| Nan-čchang       | zrušeno pro pandemii covidu-19            | zrušeno pro pandemii covidu-19                    | zrušeno pro pandemii covidu-19 |
| Tenerife         | Ann Liová                                 | Camila Osoriová                                   | 6–1, 6–4                       |
| Tenerife         | Ulrikke Eikeriová Ellen Perezová          | Ljudmyla Kičenoková Marta Kosťuková               | 6–3, 6–3                       |
| Courmayeur       | Donna Vekićová                            | Clara Tausonová                                   | 7–6(7–3), 6–2                  |
| Courmayeur       | Wang Sin-jü Čeng Saj-saj                  | Eri Hozumiová Čang Šuaj                           | 6–4, 3–6, [10–5]               |
| Kluž             | Anett Kontaveitová                        | Simona Halepová                                   | 6–2, 6–3                       |
| Kluž             | Irina Baraová Jekatěrine Gorgodzeová      | Aleksandra Krunićová Lesley Pattinama Kerkhoveová | 4–6, 6–1, [11–9]               |
| Linec            | Alison Riskeová                           | Jaqueline Cristianová                             | 2–6, 6–2, 7–5                  |
| Linec            | Natela Dzalamidzeová Kamilla Rachimovová  | Wang Sin-jü Čeng Saj-saj                          | 6–4, 6–2                       |

### 2022
| Turnaj           | Vítězky                                         | Finalistky                                     | Výsledek                       |
| ---------------- | ----------------------------------------------- | ---------------------------------------------- | ------------------------------ |
| Šen-čen          | zrušeno pro pandemii covidu-19                  | zrušeno pro pandemii covidu-19                 | zrušeno pro pandemii covidu-19 |
| Auckland         | zrušeno pro pandemii covidu-19                  | zrušeno pro pandemii covidu-19                 | zrušeno pro pandemii covidu-19 |
| Hobart           | zrušeno pro pandemii covidu-19                  | zrušeno pro pandemii covidu-19                 | zrušeno pro pandemii covidu-19 |
| Hua Hin          | zrušeno pro pandemii covidu-19                  | zrušeno pro pandemii covidu-19                 | zrušeno pro pandemii covidu-19 |
| Melbourne I      | Simona Halepová                                 | Veronika Kuděrmetovová                         | 6–3, 6–2                       |
| Melbourne I      | Asia Muhammadová Jessica Pegulaová              | Sara Erraniová Jasmine Paoliniová              | 6–3, 6–1                       |
| Mebourne II      | Amanda Anisimovová                              | Aljaksandra Sasnovičová                        | 7–5, 1–6, 6–4                  |
| Mebourne II      | Bernarda Peraová Kateřina Siniaková             | Majar Šarífová Tereza Martincová               | 6–2, 6–7(7–9), [10–5]          |
| Adelaide         | Madison Keysová                                 | Alison Riskeová                                | 6–1, 6–2                       |
| Adelaide         | Eri Hozumiová Makoto Ninomijová                 | Tereza Martincová Markéta Vondroušová          | 1–6, 7–6(7–4), [10–7]          |
| Guadalajara      | Sloane Stephensová                              | Marie Bouzková                                 | 7–5, 1–6, 6–2                  |
| Guadalajara      | Kaitlyn Christianová Lidzija Marozavová         | Wang Sin-jü Ču Lin                             | 7–5, 6–3                       |
| Lyon             | Čang Šuaj                                       | Dajana Jastremská                              | 3–6, 6–3, 6–4                  |
| Lyon             | Laura Siegemundová Věra Zvonarevová             | Alicia Barnettová Olivia Nichollsová           | 7–5, 6–1                       |
| Monterrey        | Leylah Fernandezová                             | Camila Osoriová                                | 6–7(5–7), 6–4, 7–6(7–3)        |
| Monterrey        | Catherine Harrisonová Sabrina Santamariová      | Chan Sin-jün Jana Sizikovová                   | 1–6, 7–5, [10–6]               |
| Bogotá           | Tatjana Mariová                                 | Laura Pigossiová                               | 6–3, 4–6, 6–2                  |
| Bogotá           | Astra Sharmaová Aldila Sutjiadiová              | Emina Bektasová Tara Mooreová                  | 4–6, 6–4, [11–9]               |
| Istanbul         | Anastasija Potapovová                           | Veronika Kuděrmetovová                         | 6–3, 6–1                       |
| Istanbul         | Marie Bouzková Sara Sorribesová Tormová         | Natela Dzalamidzeová Kamilla Rachimovová       | 6–3, 6–4                       |
| Rabat            | Martina Trevisanová                             | Claire Liuová                                  | 6–2, 6–1                       |
| Rabat            | Eri Hozumiová Makoto Ninomijová                 | Monica Niculescuová Alexandra Panovová         | 6–7(7–9), 6–3, [10–8]          |
| Štrasburk        | Angelique Kerberová                             | Kaja Juvanová                                  | 7–6(7–5), 6–7(0–7), 7–6(7–5)   |
| Štrasburk        | Nicole Melicharová-Martinezová Darja Savilleová | Lucie Hradecká Sania Mirzaová                  | 5–7, 7–5, [10–6]               |
| 's-Hertogenbosch | Jekatěrina Alexandrovová                        | Aryna Sabalenková                              | 7–5, 6–0                       |
| 's-Hertogenbosch | Ellen Perezová Tamara Zidanšeková               | Veronika Kuděrmetovová Elise Mertensová        | 6–3, 5–7, [12–10]              |
| Nottingham       | Beatriz Haddad Maiová                           | Alison Riskeová                                | 6–4, 1–6, 6–3                  |
| Nottingham       | Beatriz Haddad Maiová Čang Šuaj                 | Caroline Dolehideová Monica Niculescuová       | 7–6(7–2), 6–3                  |
| Birmingham       | Beatriz Haddad Maiová                           | Čang Šuaj                                      | 5–4skreč                       |
| Birmingham       | Ljudmyla Kičenoková Jeļena Ostapenková          | Elise Mertensová Čang Šuaj                     | bez boje                       |
| Bad Homburg      | Caroline Garciaová                              | Bianca Andreescuová                            | 6–7(5–7), 6–4, 6–4             |
| Bad Homburg      | Eri Hozumiová Makoto Ninomijová                 | Alicja Rosolská Erin Routliffeová              | 6–4, 6–7(5–7), [10–5]          |
| Lausanne         | Petra Martićová                                 | Olga Danilovićová                              | 6–4, 6–2                       |
| Lausanne         | Olga Danilovićová Kristina Mladenovicová        | Ulrikke Eikeriová Tamara Zidanšeková           | bez boje                       |
| Budapešť         | Bernarda Peraová                                | Aleksandra Krunićová                           | 6–3, 6–3                       |
| Budapešť         | Jekatěrine Gorgodzeová Oxana Kalašnikovová      | Katarzyna Piterová Kimberley Zimmermannová     | 1–6, 6–4, [10–6]               |
| Hamburk          | Bernarda Peraová                                | Anett Kontaveitová                             | 6–2, 6–4                       |
| Hamburk          | Sophie Changová Angela Kulikovová               | Miju Katová Aldila Sutjiadiová                 | 6–3, 4–6, [10–6]               |
| Palermo          | Irina-Camelia Beguová                           | Lucia Bronzettiová                             | 6–2, 6–2                       |
| Palermo          | Anna Bondárová Kimberley Zimmermannová          | Amina Anshbová Panna Udvardyová                | 6–3, 6–2                       |
| Varšava          | Caroline Garciaová                              | Ana Bogdanová                                  | 6–4, 6–1                       |
| Varšava          | Anna Danilinová Anna-Lena Friedsamová           | Katarzyna Kawaová Alicja Rosolská              | 6–4, 5–7, [10–5]               |
| Praha            | Marie Bouzková                                  | Anastasija Potapovová                          | 6–0, 6–3                       |
| Praha            | Anastasija Potapovová Jana Sizikovová           | Angelina Gabujevová Anastasija Zacharovová     | 6–3, 6–4                       |
| Washington, D.C. | Ljudmila Samsonovová                            | Kaia Kanepiová                                 | 4–6, 6–3, 6–3                  |
| Washington, D.C. | Jessica Pegulaová Erin Routliffeová             | Anna Kalinská Caty McNallyová                  | 6–3, 5–7, [12–10]              |
| Cleveland        | Ljudmila Samsonovová                            | Aljaksandra Sasnovičová                        | 6–1, 6–3                       |
| Cleveland        | Nicole Melichar-Martinezová Ellen Perezová      | Anna Danilinová Aleksandra Krunićová           | 7–5, 6–3                       |
| Granby           | Darja Kasatkinová                               | Darja Savilleová                               | 6–4, 6–4                       |
| Granby           | Alicia Barnettová Olivia Nichollsová            | Harriet Dartová Rosalie van der Hoeková        | 5–7, 6–3, [10–1]               |
| Portorož         | Kateřina Siniaková                              | Jelena Rybakinová                              | 6–7(4–7), 7–6(7–5), 6–4        |
| Portorož         | Marta Kosťuková Tereza Martincová               | Cristina Bucșová Tereza Mihalíková             | 6–4, 6–0                       |
| Čennaí           | Linda Fruhvirtová                               | Magda Linetteová                               | 4–6, 6–3, 6–4                  |
| Čennaí           | Gabriela Dabrowská Luisa Stefaniová             | Anna Blinkovová Natela Dzalamidzeová           | 6–1, 6–2                       |
| Soul             | Jekatěrina Alexandrovová                        | Jeļena Ostapenková                             | 7–6(7–4), 6–0                  |
| Soul             | Kristina Mladenovicová Yanina Wickmayerová      | Asia Muhammadová Sabrina Santamariová          | 6–3, 6–2                       |
| Parma            | Majar Šarífová                                  | Maria Sakkariová                               | 7–5, 6–3                       |
| Parma            | Anastasia Dețiuc Miriam Kolodziejová            | Arantxa Rusová Tamara Zidanšeková              | 1–6, 6–3, [10–8]               |
| Tallinn          | Barbora Krejčíková                              | Anett Kontaveitová                             | 6–2, 6–3                       |
| Tallinn          | Ljudmyla Kičenoková Nadija Kičenoková           | Nicole Melichar-Martinezová Laura Siegemundová | 7–5, 4–6, [10–7]               |
| Monastir         | Elise Mertensová                                | Alizé Cornetová                                | 6–2, 6–0                       |
| Monastir         | Kristina Mladenovicová Kateřina Siniaková       | Miju Katová Angela Kulikovová                  | 6–2, 6–0                       |

### 2023
| Turnaj           | Vítězky                                          | Finalistky                                      | Výsledek                |
| ---------------- | ------------------------------------------------ | ----------------------------------------------- | ----------------------- |
| Auckland         | Coco Gauffová                                    | Rebeka Masárová                                 | 6–1, 6–1                |
| Auckland         | Miju Katová Aldila Sutjiadiová                   | Leylah Fernandezová Bethanie Mattek-Sandsová    | 1–6, 7–5, [10–4]        |
| Hobart           | Lauren Davisová                                  | Elisabetta Cocciarettová                        | 7–6(7–0), 6–2           |
| Hobart           | Kirsten Flipkensová Laura Siegemundová           | Viktorija Golubicová Panna Udvardyová           | 6–4, 7–5                |
| Hua Hin          | Ču Lin                                           | Lesja Curenková                                 | 6–4, 6–4                |
| Hua Hin          | Čan Chao-čching Wu Fang-sie                      | Wang Sin-jü Ču Lin                              | 6–1, 7–6(8–6)           |
| Lyon             | Alycia Parksová                                  | Caroline Garciaová                              | 7–6(9–7), 7–5           |
| Lyon             | Cristina Bucșová Bibiane Schoofsová              | Olga Danilovićová Alexandra Panovová            | 7–6(7–5), 6–3           |
| Linec            | Anastasija Potapovová                            | Petra Martićová                                 | 6–3, 6–1                |
| Linec            | Natela Dzalamidzeová Viktória Kužmová            | Anna-Lena Friedsamová Nadija Kičenoková         | 4–6, 7–5, [12–10]       |
| Mérida           | Camila Giorgiová                                 | Rebecca Petersonová                             | 7–6(7–3), 1–6, 6–2      |
| Mérida           | Caty McNallyová Diane Parryová                   | Wang Sin-jü Wu Fang-sie                         | 6–0, 7–5                |
| Monterrey        | Donna Vekićová                                   | Caroline Garciaová                              | 6–4, 3–6, 7–5           |
| Monterrey        | Yuliana Lizarazová María Paulina Pérez Garcíaová | Kimberly Birrellová Fernanda Contreras Gómezová | 6–3, 5–7, [10–5]        |
| Austin           | Marta Kosťuková                                  | Varvara Gračovová                               | 6–3, 7–5                |
| Austin           | Erin Routliffeová Aldila Sutjiadiová             | Nicole Melichar-Martinezová Ellen Perezová      | 6–4, 3–6, [10–8]        |
| Bogotá           | Tatjana Mariová                                  | Peyton Stearnsová                               | 6–3, 2–6, 6–4           |
| Bogotá           | Irina Chromačovová Iryna Šymanovičová            | Oxana Kalašnikovová Katarzyna Piterová          | 6–1, 3–6, [10–6]        |
| Štrasburk        | Elina Svitolinová                                | Anna Blinkovová                                 | 6–2, 6–3                |
| Štrasburk        | Sü I-fan Jang Čao-süan                           | Desirae Krawczyková Giuliana Olmosová           | 6–3, 6–2                |
| Rabat            | Lucia Bronzettiová                               | Julia Grabherová                                | 6–4, 5–7, 7–5           |
| Rabat            | Sabrina Santamariová Jana Sizikovová             | Lidzija Marozavová Ingrid Gamarra Martinsová    | 3–6, 6–1, [10–8]        |
| 's-Hertogenbosch | Jekatěrina Alexandrovová                         | Veronika Kuděrmetovová                          | 4–6, 6–4, 7–6(7–3)      |
| 's-Hertogenbosch | Šúko Aojamová Ena Šibaharaová                    | Viktória Hrunčáková Tereza Mihalíková           | 6–3, 6–3                |
| Nottingham       | Katie Boulterová                                 | Jodie Burrageová                                | 6–3, 6–3                |
| Nottingham       | Ulrikke Eikeriová Ingrid Neelová                 | Harriet Dartová Heather Watsonová               | 7–6(8–6), 5–7, [10–8]   |
| Birmingham       | Jeļena Ostapenková                               | Barbora Krejčíková                              | 7–6(10–8), 6–4          |
| Birmingham       | Marta Kosťuková Barbora Krejčíková               | Storm Hunterová Alycia Parksová                 | 6–2, 7–6(9–7)           |
| Bad Homburg      | Kateřina Siniaková                               | Lucia Bronzettiová                              | 6–2, 7–6(7–5)           |
| Bad Homburg      | Ingrid Gamarra Martinsová Lidzija Marozavová     | Eri Hozumiová Monica Niculescuová               | 6–0, 7–6(7–3)           |
| Budapešť         | Marija Timofejevová                              | Kateryna Baindlová                              | 6–3, 3–6, 6–0           |
| Budapešť         | Katarzyna Piterová Fanny Stollárová              | Jessie Aneyová Anna Sisková                     | 6–2, 4–6, [10–4]        |
| Palermo          | Čeng Čchin-wen                                   | Jasmine Paoliniová                              | 6–4, 1–6, 6–1           |
| Palermo          | Jana Sizikovová Kimberley Zimmermannová          | Angelica Moratelliová Camilla Rosatellová       | 6–2, 6–4                |
| Hamburk          | Arantxa Rusová                                   | Noma Noha Akugueová                             | 6–0, 7–6(7–3)           |
| Hamburk          | Anna Danilinová Alexandra Panovová               | Miriam Kolodziejová Angela Kulikovová           | 6–4, 6–2                |
| Varšava          | Iga Świąteková                                   | Laura Siegemundová                              | 6–0, 6–1                |
| Varšava          | Heather Watsonová Yanina Wickmayerová            | Weronika Falkowská Katarzyna Piterová           | 6–4, 6–4                |
| Lausanne         | Elisabetta Cocciarettová                         | Clara Burelová                                  | 7–5, 4–6, 6–4           |
| Lausanne         | Anna Bondárová Diane Parryová                    | Amina Anšbová Anastasia Dețiuc                  | 6–2, 6–1                |
| Praha            | Nao Hibinová                                     | Linda Nosková                                   | 6–4, 6–1                |
| Praha            | Nao Hibinová Oxana Kalašnikovová                 | Quinn Gleasonová Elixane Lechemiová             | 6–7(7–9), 7–5, [10–3]   |
| Cleveland        | Sara Sorribesová Tormová                         | Jekatěrina Alexandrovová                        | 3–6, 6–4, 6–4           |
| Cleveland        | Miju Katová Aldila Sutjiadiová                   | Nicole Melichar-Martinezová Ellen Perezová      | 6–4, 6–7(4–7), [10–8]   |
| Ósaka            | Ashlyn Kruegerová                                | Ču Lin                                          | 6–3, 7–6(7–6)           |
| Ósaka            | Anna-Lena Friedsamová Nadija Kičenoková          | Anna Kalinská Julia Putincevová                 | 7–6(7–3), 6–3           |
| Kanton           | Wang Si-jü                                       | Magda Linetteová                                | 6–0, 6–2                |
| Kanton           | Kuo Chan-jü Ťiang Sin-jü                         | Eri Hozumiová Makoto Ninomijová                 | 6–3, 7–6(7–4)           |
| Ning-po          | Ons Džabúrová                                    | Diana Šnajderová                                | 6–2, 6–1                |
| Ning-po          | Laura Siegemundová Věra Zvonarevová              | Kuo Chan-jü Ťiang Sin-jü                        | 4–6, 6–3, [10–5]        |
| Hongkong         | Leylah Fernandezová                              | Kateřina Siniaková                              | 3–6, 6–4, 6–4           |
| Hongkong         | Tchang Čchien-chuej Cao Čch'-a-i                 | Oxana Kalašnikovová Aljaksandra Sasnovičová     | 7–5, 1–6, [11–9]        |
| Soul             | Jessica Pegulaová                                | Jüan Jüe                                        | 6–2, 6–3                |
| Soul             | Marie Bouzková Bethanie Mattek-Sandsová          | Luksika Kumkhumová Peangtarn Plipuečová         | 6–2, 6–1                |
| Nan-čchang       | Kateřina Siniaková                               | Marie Bouzková                                  | 1–6, 7–6(7–5), 7–6(7–4) |
| Nan-čchang       | Laura Siegemundová Věra Zvonarevová              | Eri Hozumiová Makoto Ninomijová                 | 6–4, 6–2                |
| Kluž             | Tamara Korpatschová                              | Elena-Gabriela Ruseová                          | 6–3, 6–4                |
| Kluž             | Jodie Burrageová Jil Teichmannová                | Léolia Jeanjeanová Valerija Strachovová         | 6–1, 6–4                |
| Monastir         | Elise Mertensová                                 | Jasmine Paoliniová                              | 6–3, 6–0                |
| Monastir         | Sara Erraniová Jasmine Paoliniová                | Mai Hontamová Natalija Stevanovićová            | 2–6, 7–6(7–4), [10–6]   |

### 2024
| Turnaj           | Vítězky                               | Finalistky                                      | Výsledek              |
| ---------------- | ------------------------------------- | ----------------------------------------------- | --------------------- |
| Auckland         | Coco Gauffová                         | Elina Svitolinová                               | 6–7(4–7), 6–3, 6–3    |
| Auckland         | Anna Danilinová Viktória Hrunčáková   | Marie Bouzková Bethanie Mattek-Sandsová         | 6–3, 6–7(5–7), [10–8] |
| Hobart           | Emma Navarrová                        | Elise Mertensová                                | 6–1, 4–6, 7–5         |
| Hobart           | Čan Chao-čching Giuliana Olmosová     | Kuo Chan-jü Ťiang Sin-jü                        | 6–3, 6–3              |
| Hua Hin          | Diana Šnajderová                      | Ču Lin                                          | 6–3, 2–6, 6–1         |
| Hua Hin          | Miju Katová Aldila Sutjiadiová        | Kuo Chan-jü Ťiang Sin-jü                        | 6–4, 1–6, [10–7]      |
| Kluž             | Karolína Plíšková                     | Ana Bogdanová                                   | 6–4, 6–3              |
| Kluž             | Caty McNallyová Asia Muhammadová      | Harriet Dartová Tereza Mihalíková               | 6–3, 6–4              |
| Austin           | Jüan Jüe                              | Wang Si-jü                                      | 6–4, 7–6(7–4)         |
| Austin           | Olivia Gadecká Olivia Nichollsová     | Katarzyna Kawaová Bibiane Schoofsová            | 6–2, 6–4              |
| Bogota           | Camila Osoriová                       | Marie Bouzková                                  | 6–3, 7–6(7–5)         |
| Bogota           | Cristina Bucșová Kamilla Rachimovová  | Anna Bondárová Irina Chromačovová               | 7–6(7–5), 3–6, [10–8] |
| Rouen            | Sloane Stephensová                    | Magda Linetteová                                | 6–1, 2–6, 6–2         |
| Rouen            | Tímea Babosová Irina Chromačovová     | Naiktha Bainsová Maia Lumsdenová                | 6–3, 6–4              |
| Rabat            | Peyton Stearnsová                     | Majar Šarífová                                  | 6–2, 6–1              |
| Rabat            | Irina Chromačovová Jana Sizikovová    | Anna Danilinová Sü I-fan                        | 6–3, 6–2              |
| 's-Hertogenbosch | Ljudmila Samsonovová                  | Bianca Andreescuová                             | 4–6, 6–3, 7–5         |
| 's-Hertogenbosch | Ingrid Neelová Bibiane Schoofsová     | Tereza Mihalíková Olivia Nichollsová            | 7–6(8–6), 6–3         |
| Nottingham       | Katie Boulterová                      | Karolína Plíšková                               | 4–6, 6–3, 6–2         |
| Nottingham       | Gabriela Dabrowská Erin Routliffeová  | Harriet Dartová Diane Parryová                  | 5–7, 6–3, [11–9]      |
| Birmingham       | Julia Putincevová                     | Ajla Tomljanovićová                             | 6–1, 7–6(10–8)        |
| Birmingham       | Sie Šu-wej Elise Mertensová           | Miju Katová Čang Šuaj                           | 6–1, 6–3              |
| Palermo          | Čeng Čchin-wen                        | Karolína Muchová                                | 6–4, 4–6, 6–2         |
| Palermo          | Alexandra Panovová Jana Sizikovová    | Yvonne Cavallé Reimersová Aurora Zantedeschiová | 4–6, 6–3, [10–5]      |
| Budapešť         | Diana Šnajderová                      | Aljaksandra Sasnovičová                         | 6–4, 6–4              |
| Budapešť         | Katarzyna Piterová Fanny Stollárová   | Anna Danilinová Irina Chromačovová              | 6–3, 3–6, [10–3]      |
| Jasy             | Mirra Andrejevová                     | Elina Avanesjanová                              | 5–7, 7–5, 4–0skreč    |
| Jasy             | Anna Danilinová Irina Chromačovová    | Alexandra Panovová Jana Sizikovová              | 6–4, 6–2              |
| Praha            | Magda Linetteová                      | Magdalena Fręchová                              | 6–2, 6–1              |
| Praha            | Barbora Krejčíková Kateřina Siniaková | Bethanie Mattek-Sandsová Lucie Šafářová         | 6–3, 6–3              |
| Cleveland        | McCartney Kesslerová                  | Beatriz Haddad Maiová                           | 1–6, 6–1, 7–5         |
| Cleveland        | Cristina Bucșová Sü I-fan             | Šúko Aojamová Eri Hozumiová                     | 3–6, 6–3, [10–6]      |
| Monastir         | Sonay Kartalová                       | Rebecca Šramková                                | 6–3, 7–5              |
| Monastir         | Majar Šarífová Anna Blinkovová        | Alina Kornějevová Anastasija Zacharovová        | 2–6, 6–1, [10–8]      |
| Hua Hin II       | Rebecca Šramková                      | Laura Siegemundová                              | 6–4, 6–4              |
| Hua Hin II       | Anna Danilinová Irina Chromačovová    | Eudice Chongová Mojuka Učidžimová               | 6–4, 7–5              |
| Ósaka            | Suzan Lamensová                       | Kimberly Birrellová                             | 6–0, 6–4              |
| Ósaka            | Ena Šibaharaová Laura Siegemundová    | Cristina Bucșová Monica Niculescuová            | 3–6, 6–2, [10–2]      |
| Kanton           | Olga Danilovićová                     | Caroline Dolehideová                            | 6–3, 6–1              |
| Kanton           | Kateřina Siniaková Čang Šuaj          | Katarzyna Piterová Fanny Stollárová             | 6–4, 6–1              |
| Ťiou-ťiang       | Viktorija Golubicová                  | Rebecca Šramková                                | 6–3, 7–5              |
| Ťiou-ťiang       | Kuo Chan-jü Mojuka Učidžimová         | Katarzyna Piterová Fanny Stollárová             | 7–6(7–5), 7–5         |
| Mérida           | Zeynep Sönmezová                      | Ann Liová                                       | 6–2, 6–1              |
| Mérida           | Quinn Gleasonová Ingrid Martinsová    | Magali Kempenová Lara Saldenová                 | 6–4, 6–4              |
| Hongkong         | Diana Šnajderová                      | Katie Boulterová                                | 6–1, 6–2              |
| Hongkong         | Ulrikke Eikeriová Makoto Ninomijová   | Šúko Aojamová Eri Hozumiová                     | 6–4, 4–6, [11–9]      |

### 2025
| Turnaj           | Vítězky                                   | Finalistky                                       | Výsledek             |
| ---------------- | ----------------------------------------- | ------------------------------------------------ | -------------------- |
| Auckland         | Clara Tausonová                           | Naomi Ósakaová                                   | 4–6, 0–0skreč        |
| Auckland         | Ťiang Sin-jü Wu Fang-sien                 | Aleksandra Krunićová Sabrina Santamariová        | 6–3, 6–4             |
| Hobart           | McCartney Kesslerová                      | Elise Mertensová                                 | 6–4, 3–6, 6–0        |
| Hobart           | Ťiang Sin-jü Wu Fang-sien                 | Monica Niculescuová Fanny Stollárová             | 6–1, 7–6(8–6)        |
| Singapur         | Elise Mertensová                          | Ann Liová                                        | 6–1, 6–4             |
| Singapur         | Desirae Krawczyková Giuliana Olmosová     | Wang Sin-jü Čeng Saj-saj                         | 7–5, 6–0             |
| Kluž             | Anastasija Potapovová                     | Lucia Bronzettiová                               | 4–6, 6–1, 6–2        |
| Kluž             | Magali Kempenová Anna Sisková             | Jaqueline Cristianová Angelica Moratelliová      | 6–3, 6–1             |
| Austin           | Jessica Pegulaová                         | McCartney Kesslerová                             | 7–5, 6–2             |
| Austin           | Anna Blinkovová Jüan Jüe                  | McCartney Kesslerová Čang Šuaj                   | 3–6, 6–1, [10–4]     |
| Bogota           | Camila Osoriová                           | Katarzyna Kawaová                                | 6–3, 6–3             |
| Bogota           | Cristina Bucșová Sara Sorribes Tormová    | Irina Baraová Laura Pigossiová                   | 5–7, 6–2, [10–5]     |
| Rouen            | Elina Svitolinová                         | Olga Danilovićová                                | 6–4, 7–6(10–8)       |
| Rouen            | Aleksandra Krunićová Sabrina Santamariová | Irina Chromačovová Linda Nosková                 | 6–0, 6–4             |
| Rabat            | Maya Jointová                             | Jaqueline Cristianová                            | 6–3, 6–2             |
| Rabat            | Maya Jointová Oxana Kalašnikovová         | Angelica Moratelliová Camilla Rosatellová        | 6–3, 7–5             |
| 's-Hertogenbosch | Elise Mertensová                          | Elena-Gabriela Ruseová                           | 6–3, 7–6(7–4)        |
| 's-Hertogenbosch | Irina Chromačovová Fanny Stollárová       | Nicole Melichar-Martinezová Ljudmila Samsonovová | 7–5, 6–3             |
| Nottingham       | McCartney Kesslerová                      | Dajana Jastremská                                | 6–4, 7–5             |
| Nottingham       | Beatriz Haddad Maiová Laura Siegemundová  | Anna Danilinová Ena Šibaharaová                  | 6–3, 6–2             |
| Eastbourne       | Maya Jointová                             | Alexandra Ealaová                                | 6–4, 1–6, 7–6(12–10) |
| Eastbourne       | Marie Bouzková Anna Danilinová            | Sie Šu-wej Maya Jointová                         | 6–4, 7–5             |
| Iași             | Irina-Camelia Beguová                     | Jil Teichmannová                                 | 6–0, 7–5             |
| Iași             | Veronika Erjavecová Panna Udvardyová      | María Lourdes Carléová Simona Waltertová         | 7–5, 6–3             |
| Hamburk          | Loïs Boissonová                           | Anna Bondárová                                   | 7–5, 6–3             |
| Hamburk          | Nadija Kičenoková Makoto Ninomijová       | Anna Bondárová Arantxa Rusová                    | 6–4, 3–6, [11–9]     |
| Praha            | Marie Bouzková                            | Linda Nosková                                    | 2–6, 6–1, 6–3        |
| Praha            | Nadija Kičenoková Makoto Ninomijová       | Lucie Havlíčková Laura Samson                    | 1–6, 6–4, [10–7]     |
| Cleveland        |                                           |                                                  |                      |
|                  |                                           |                                                  |                      |
| Monastir         |                                           |                                                  |                      |
|                  |                                           |                                                  |                      |
| Ósaka            |                                           |                                                  |                      |
|                  |                                           |                                                  |                      |
| Kanton           |                                           |                                                  |                      |
|                  |                                           |                                                  |                      |
| Ťiou-ťiang       |                                           |                                                  |                      |
|                  |                                           |                                                  |                      |
| Hongkong         |                                           |                                                  |                      |
|                  |                                           |                                                  |                      |

## Přehled titulů (vícenásobné vítězky)

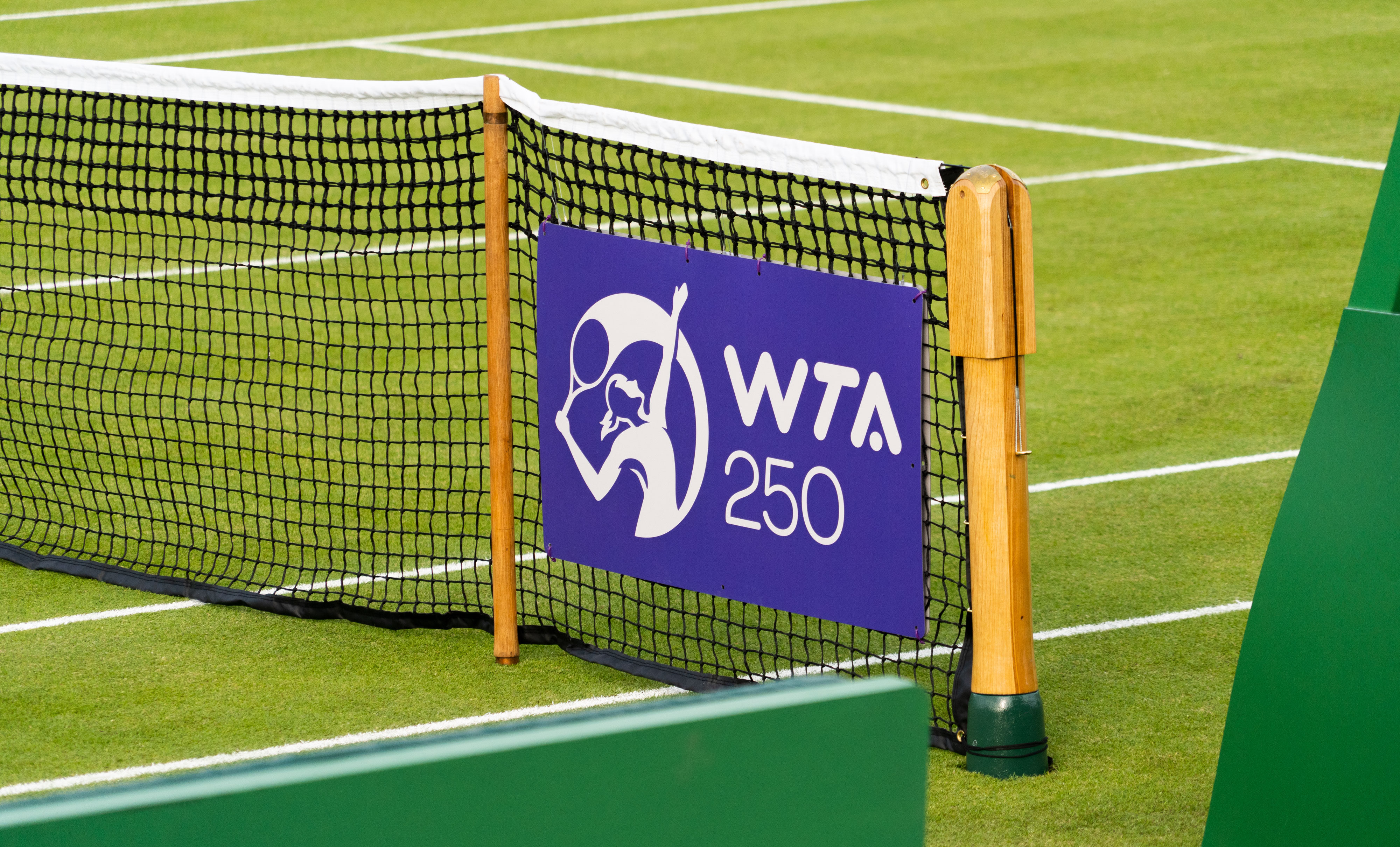
Logo kategorie WTA 250

| Nejvíce titulů ve dvouhře (2 a více titulů) | Nejvíce titulů ve dvouhře (2 a více titulů) | Nejvíce titulů ve dvouhře (2 a více titulů) |
| Pořadí                                      | hráčka                                      | titulů                                      |
| ------------------------------------------- | ------------------------------------------- | ------------------------------------------- |
| 1.                                          | Elise Mertensová                            | 4                                           |
| 2.                                          | Barbora Krejčíková                          | 3                                           |
| 2.                                          | Jekatěrina Alexandrovová                    | 3                                           |
| 2.                                          | Leylah Fernandezová                         | 3                                           |
| 2.                                          | Kateřina Siniaková                          | 3                                           |
| 2.                                          | Coco Gauffová                               | 3                                           |
| 2.                                          | Ljudmila Samsonovová                        | 3                                           |
| 2.                                          | Diana Šnajderová                            | 3                                           |
| 2.                                          | Clara Tausonová                             | 3                                           |
| 2.                                          | Anastasija Potapovová                       | 3                                           |
| 2.                                          | Camila Osoriová                             | 3                                           |
| 2.                                          | Elina Svitolinová                           | 3                                           |
| 2.                                          | McCartney Kesslerová                        | 3                                           |
| 14.                                         | Anett Kontaveitová                          | 2                                           |
| 14.                                         | Angelique Kerberová                         | 2                                           |
| 14.                                         | Beatriz Haddad Maiová                       | 2                                           |
| 14.                                         | Bernarda Peraová                            | 2                                           |
| 14.                                         | Caroline Garciaová                          | 2                                           |
| 14.                                         | Darja Kasatkinová                           | 2                                           |
| 14.                                         | Donna Vekićová                              | 2                                           |
| 14.                                         | Marta Kosťuková                             | 2                                           |
| 14.                                         | Tatjana Mariová                             | 2                                           |
| 14.                                         | Sara Sorribesová Tormová                    | 2                                           |
| 14.                                         | Ons Džabúrová                               | 2                                           |
| 14.                                         | Sloane Stephensová                          | 2                                           |
| 14.                                         | Katie Boulterová                            | 2                                           |
| 14.                                         | Julia Putincevová                           | 2                                           |
| 14.                                         | Čeng Čchin-wen                              | 2                                           |
| 14.                                         | Jessica Pegulaová                           | 2                                           |
| 14.                                         | Maya Jointová                               | 2                                           |
| 14.                                         | Irina-Camelia Beguová                       | 2                                           |
| 14.                                         | Marie Bouzková                              | 2                                           |
| aktualizováno ke červenci 2025              |                                             |                                             |

| Nejvíce titulů ve čtyřhře (3 a více titulů) | Nejvíce titulů ve čtyřhře (3 a více titulů) | Nejvíce titulů ve čtyřhře (3 a více titulů) |
| Pořadí                                      | hráčka                                      | titulů                                      |
| ------------------------------------------- | ------------------------------------------- | ------------------------------------------- |
| 1.                                          | Anna Danilinová                             | 7                                           |
| 1.                                          | Makoto Ninomijová                           | 7                                           |
| 3.                                          | Laura Siegemundová                          | 6                                           |
| 3.                                          | Irina Chromačovová                          | 6                                           |
| 4.                                          | Aldila Sutjiadiová                          | 5                                           |
| 4.                                          | Jana Sizikovová                             | 5                                           |
| 4.                                          | Nadija Kičenoková                           | 5                                           |
| 4.                                          | Marie Bouzková                              | 5                                           |
| 8.                                          | Caty McNallyová                             | 4                                           |
| 8.                                          | Erin Routliffeová                           | 4                                           |
| 8.                                          | Kateřina Siniaková                          | 4                                           |
| 8.                                          | Cristina Bucșová                            | 4                                           |
| 8.                                          | Fanny Stollárová                            | 4                                           |
| 13.                                         | Eri Hozumiová                               | 3                                           |
| 13.                                         | Ellen Perezová                              | 3                                           |
| 13.                                         | Ljudmyla Kičenoková                         | 3                                           |
| 13.                                         | Kristina Mladenovicová                      | 3                                           |
| 13.                                         | Natela Dzalamidzeová                        | 3                                           |
| 13.                                         | Lidzija Marozavová                          | 3                                           |
| 13.                                         | Kimberley Zimmermannová                     | 3                                           |
| 13.                                         | Anna-Lena Friedsamová                       | 3                                           |
| 13.                                         | Věra Zvonarevová                            | 3                                           |
| 13.                                         | Viktória Kužmová                            | 3                                           |
| 13.                                         | Miju Katová                                 | 3                                           |
| 13.                                         | Asia Muhammadová                            | 3                                           |
| 13.                                         | Kamilla Rachimovová                         | 3                                           |
| 13.                                         | Ingrid Neelová                              | 3                                           |
| 13.                                         | Ena Šibaharaová                             | 3                                           |
| 13.                                         | Ulrikke Eikeriová                           | 3                                           |
| 13.                                         | Ťiang Sin-jü                                | 3                                           |
| 13.                                         | Oxana Kalašnikovová                         | 3                                           |
| 13.                                         | Sabrina Santamariová                        | 3                                           |
| Aktualizováno k červenci 2025               |                                             |                                             |